# آلتنباومبورگ
آلتنباومبورگ (انگلیسی: Altenbaumburg) یک قلعه مخروبه در شمال التینبامبرگ در ایالت در راینلاند-فالتس آلمان است.